# Klecin
Klecin is een plaats in het Poolse district Świdnicki, woiwodschap Neder-Silezië. De plaats maakt deel uit van de gemeente Marcinowice en telt 170 inwoners.